# Португалия на летних Олимпийских играх 2016
Португалия на летних Олимпийских играх 2016 года будет представлена как минимум в шестнадцати видах спорта.

## Медали
| Бронза |                |                           |           |
| №      | Спортсмены     | Вид спорта (дисциплина)   | Дата      |
| 1      | Телма Монтейру | Дзюдо (до 57 кг, женщины) | 8 августа |

## Состав сборной
Бадминтон
1. Педру Мартиньш
2. Тельма Сантуш

Велоспорт
 Шоссейный велоспорт
1. Руй Кошта
2. Андре Кардосо
3. Жозе Мендеш
4. Нельсон Оливейра

 Маунтинбайк
1. Давид Роза
2. Тьягу Феррейра

 Гольф
1. Рикарду Говеиа
2. Жозе-Филипе Лима

Гребля на байдарках и каноэ
 Гребля на гладкой воде
1. Фернанду Пимента
2. Жуан Рибейру
3. Элдер Силва
4. Эмануэл Силва
5. Давид Фернандеш
6. Франсиска Лаия
7. Тереса Портела

 Гребной слалом
1. Жозе Карвалью

 Дзюдо
1. Селиу Диаш
2. Сержиу Оленик
3. Нуну Сарайва
4. Жозе Фонсека
5. Телма Монтейру
6. Жуана Рамуш

 Конный спорт
1. Лусьяна Диниш

 Лёгкая атлетика
1. Цанко Арнаудов
2. Жуан Виейра
3. Сержиу Виейра
4. Педру Изидру
5. Мигел Карвалью
6. Рикарду Рибаш
7. Руй Педру Силва
8. Нелсон Эвора
9. Катия Азеведу
10. Джессика Аугушту
11. Лорен Базолу
12. Вера Барбоза
13. Ана Кабесинья
14. Даниэла Кардозу
15. Сузана Коста
16. Патрисия Мамона
17. Сара Морейра
18. Марта Онофре
19. Карла Роша
20. Элеонор Тавареш
21. Ана Дулсе Фелиш
22. Марта Фрейташ
23. Инеш Энрикеш

 Настольный теннис
1. Тьягу Аполония
2. Жуан Монтейру
3. Маркуш Фрейташ
4. Шао Цзени
5. Юй Фу

 Парусный спорт
1. Жозе Кошта
2. Жоржи Лима
3. Жуан Родригиш
4. Квота 4
5. Сара Карму

 Плавание
1. Диогу Карвалью
2. Алексиш Сантуш
3. Виктория Каминская
4. Вания Невиш
5. Тамила Олуб

 Прыжки на батуте
1. Квота 1
2. Квота 2

 Спортивная гимнастика
1. Ана Филипа Мартинш

 Стрельба
1. Жуан Кошта

 Теннис
1. Жуан Соуза
2. Гаштан Элиаш

 Триатлон
1. Мигел Аррайолос
2. Жуан Жозе Перейра
3. Жуан Силва

 Тхэквондо
1. Руй Браганса

 Футбол
1. Салвадор Агра
2. Бруно Варела
3. Эдгар Ие
4. Тиагу Илори
5. Карлуш Мане
6. Андре Мартинш
7. Сержиу Оливейра
8. Гонсалу Пасиенсия
9. Жоэль Перейра
10. Пите
11. Томаш Подставский
12. Франсишку Рамуш
13. Тиагу Силва
14. Бруну Фернандеш
15. Тобиаш Фигейреду
16. Фернанду Фонсека
17. Паулу Энрике
18. Рикарду Эсгайо

## Результаты соревнований

### Бадминтон
Одиночный разряд
| Соревнование | Спортсмены    | Групповой этап | Групповой этап | Групповой этап | 1/8 финала | 1/4 финала | 1/2 финала | Финал | Итоговое место |
| Соревнование | Спортсмены    | 1 матч         | 2 матч         | Место          | 1/8 финала | 1/4 финала | 1/2 финала | Финал | Итоговое место |
| ------------ | ------------- | -------------- | -------------- | -------------- | ---------- | ---------- | ---------- | ----- | -------------- |
| мужчины      | Педру Мартинш | Группа         | Группа         | Группа         |            |            |            |       |                |
| мужчины      | Педру Мартинш |                |                |                |            |            |            |       |                |
| женщины      | Телма Сантуш  | Группа         | Группа         | Группа         |            |            |            |       |                |
| женщины      | Телма Сантуш  |                |                |                |            |            |            |       |                |

### Велоспорт

#### Шоссейный велоспорт
Мужчины
| Соревнование     | Спортсмены      | Время      | Место | Отставание |
| ---------------- | --------------- | ---------- | ----- | ---------- |
| групповая гонка  | Руй Кошта       | 6:12:34    | 10    | +2:29      |
| групповая гонка  | Андре Кардозу   | 6:22:23    | 36    | +12:18     |
| групповая гонка  | Жозе Мендеш     | 6:30:05    | 53    | +20:00     |
| групповая гонка  | Нелсон Оливейра | DNF        | DNF   | DNF        |
| раздельная гонка | Нелсон Оливейра | 1:14:15,27 | 7     | +1:59,85   |

#### Маунтинбайк
Мужчины
| Соревнование | Спортсмены     | Время | Место | Отставание |
| ------------ | -------------- | ----- | ----- | ---------- |
| кросс-кантри | Тьягу Феррейра |       |       |            |
| кросс-кантри | Давид Роза     |       |       |            |

### Водные виды спорта

#### Плавание
В следующий раунд на каждой дистанции проходят спортсмены, показавшие лучший результат, независимо от места, занятого в своём заплыве.
Мужчины
| Дистанция                        | Спортсмены     | Предварительный раунд | Предварительный раунд | Предварительный раунд | Полуфинал            | Полуфинал            | Полуфинал            | Финал                | Финал                |
| Дистанция                        | Спортсмены     | Заплыв                | Результат             | Место                 | Заплыв               | Результат            | Место                | Результат            | Место                |
| -------------------------------- | -------------- | --------------------- | --------------------- | --------------------- | -------------------- | -------------------- | -------------------- | -------------------- | -------------------- |
| 200 метров комплексным плаванием | Алексиш Сантуш | 2                     | 1:59,67               | 12 Q                  |                      |                      |                      |                      |                      |
| 200 метров комплексным плаванием | Диогу Карвалью | 4                     | 2:00,17               | 19                    | завершил выступление | завершил выступление | завершил выступление | завершил выступление | завершил выступление |
| 400 метров комплексным плаванием | Алексиш Сантуш | 2                     | 4:15,84               | 14                    | не проводится        | не проводится        | не проводится        | завершил выступление | завершил выступление |

Женщины
| Дистанция                        | Спортсмены         | Предварительный раунд | Предварительный раунд | Предварительный раунд | Полуфинал             | Полуфинал             | Полуфинал             | Финал                 | Финал                 |
| Дистанция                        | Спортсмены         | Заплыв                | Результат             | Место                 | Заплыв                | Результат             | Место                 | Результат             | Место                 |
| -------------------------------- | ------------------ | --------------------- | --------------------- | --------------------- | --------------------- | --------------------- | --------------------- | --------------------- | --------------------- |
| 800 метров вольным стилем        | Тамила Голуб       |                       |                       |                       | Не проводится         | Не проводится         | Не проводится         |                       |                       |
| 200 метров комплексным плаванием | Виктория Каминская | 1                     | 2:16,78               | 35                    | завершила выступление | завершила выступление | завершила выступление | завершила выступление | завершила выступление |
| 400 метров комплексным плаванием | Виктория Каминская | 2                     | 4:46,03               | 28                    | не проводится         | не проводится         | не проводится         | завершила выступление | завершила выступление |

Открытая вода
| Дистанция     | Спортсмены  | Результат | Место | Отставание |
| ------------- | ----------- | --------- | ----- | ---------- |
| 10 километров | Вания Невиш |           |       |            |

### Гимнастика

#### Спортивная гимнастика
В квалификационном раунде проходил отбор, как в финал командного многоборья, так и в финалы личных дисциплин. В финал индивидуального многоборья отбиралось 24 спортсмена с наивысшими результатами, а в финалы отдельных упражнений по 8 спортсменов, причём в финале личных дисциплин страна не могла быть представлена более, чем 2 спортсменами. В командном многоборье в квалификации на каждом снаряде выступали по 4 спортсмена, а в зачёт шли три лучших результата. В финале командных соревнований на каждом снаряде выступало по три спортсмена и все три результата шли в зачёт.
Женщины
Многоборья
| Соревнование      | Спортсмены         | Квалификация   | Квалификация        | Квалификация | Квалификация       | Квалификация | Квалификация | Финал                 | Финал                 | Финал                 | Финал                 | Финал                 | Финал                 |
| Соревнование      | Спортсмены         | Опорный прыжок | Разновысокие брусья | Бревно       | Вольные упражнения | Всего        | Место        | Опорный прыжок        | Разновысокие брусья   | Бревно                | Вольные упражнения    | Всего                 | Место                 |
| ----------------- | ------------------ | -------------- | ------------------- | ------------ | ------------------ | ------------ | ------------ | --------------------- | --------------------- | --------------------- | --------------------- | --------------------- | --------------------- |
| личное многоборье | Ана Филипа Мартинш | 13,366         | 13,666              | 13,833       | 13,433             | 54,298       | 37           | завершила выступление | завершила выступление | завершила выступление | завершила выступление | завершила выступление | завершила выступление |

Индивидуальные упражнения
| Соревнование        | Спортсмены         | Квалификация | Квалификация | Финал                 | Финал                 |
| Соревнование        | Спортсмены         | Очки         | Место        | Очки                  | Место                 |
| ------------------- | ------------------ | ------------ | ------------ | --------------------- | --------------------- |
| разновысокие брусья | Ана Филипа Мартинш | 13,666       | 54           | завершила выступление | завершила выступление |
| бревно              | Ана Филипа Мартинш | 13,833       | 32           | завершила выступление | завершила выступление |
| вольные упражнения  | Ана Филипа Мартинш | 13,433       | 43           | завершила выступление | завершила выступление |

#### Прыжки на батуте
Мужчины
| Соревнование      | Спортсмены | Квалификация | Квалификация | Финал | Финал |
| Соревнование      | Спортсмены | Очки         | Место        | Очки  | Место |
| ----------------- | ---------- | ------------ | ------------ | ----- | ----- |
| личное первенство |            |              |              |       |       |

Женщины
| Соревнование      | Спортсмены | Квалификация | Квалификация | Финал | Финал |
| Соревнование      | Спортсмены | Очки         | Место        | Очки  | Место |
| ----------------- | ---------- | ------------ | ------------ | ----- | ----- |
| личное первенство |            |              |              |       |       |

### Гольф
Последний раз соревнования по гольфу в рамках Олимпийских игр проходили в 1904 году. Соревнования гольфистов пройдут на 18-луночном поле, со счётом 72 пар. Каждый участник пройдёт все 18 лунок по 4 раза.
Мужчины
| Соревнование | Спортсмены       | Первый раунд | Первый раунд | Второй раунд | Второй раунд | Третий раунд | Третий раунд | Четвёртый раунд | Четвёртый раунд | Итоговый результат | Итоговое место |
| Соревнование | Спортсмены       | Очки         | Место        | Очки         | Место        | Очки         | Место        | Очки            | Место           | Итоговый результат | Итоговое место |
| ------------ | ---------------- | ------------ | ------------ | ------------ | ------------ | ------------ | ------------ | --------------- | --------------- | ------------------ | -------------- |
| мужчины      | Рикарду Говеиа   |              |              |              |              |              |              |                 |                 |                    |                |
| мужчины      | Жозе-Филипе Лима |              |              |              |              |              |              |                 |                 |                    |                |

### Гребля на байдарках и каноэ

#### Гребля на гладкой воде
Соревнования по гребле на байдарках и каноэ на гладкой воде проходят в лагуне Родригу-ди-Фрейташ, которая находится на территории города Рио-де-Жанейро. В каждой дисциплине соревнования проходят в три этапа: предварительный раунд, полуфинал и финал.
Мужчины
| Соревнование                   | Спортсмены                                                  | Предварительный раунд | Предварительный раунд | Предварительный раунд | Полуфинал | Полуфинал | Полуфинал | Финал | Финал | Итоговое место |
| Соревнование                   | Спортсмены                                                  | Заплыв                | Время                 | Место                 | Заплыв    | Время     | Место     | Время | Место | Итоговое место |
| ------------------------------ | ----------------------------------------------------------- | --------------------- | --------------------- | --------------------- | --------- | --------- | --------- | ----- | ----- | -------------- |
| байдарки-одиночки, 1000 метров | Фернанду Пимента                                            |                       |                       |                       |           |           |           |       |       |                |
| байдарки-двойки, 1000 метров   | Эмануэл Силва Жуан Рибейру                                  |                       |                       |                       |           |           |           |       |       |                |
| байдарки-четвёрки, 1000 метров | Фернанду Пимента Эмануэл Силва Жуан Рибейру Давид Фернандеш |                       |                       |                       |           |           |           |       |       |                |
| каноэ-одиночки, 200 метров     | Элдер Силва                                                 |                       |                       |                       |           |           |           |       |       |                |

Женщины
| Соревнование                  | Спортсмены     | Предварительный раунд | Предварительный раунд | Предварительный раунд | Полуфинал | Полуфинал | Полуфинал | Финал | Финал | Итоговое место |
| Соревнование                  | Спортсмены     | Заплыв                | Время                 | Место                 | Заплыв    | Время     | Место     | Время | Место | Итоговое место |
| ----------------------------- | -------------- | --------------------- | --------------------- | --------------------- | --------- | --------- | --------- | ----- | ----- | -------------- |
| байдарки-одиночки, 200 метров | Франсиска Лаия |                       |                       |                       |           |           |           |       |       |                |
| байдарки-одиночки, 500 метров | Тереса Портела |                       |                       |                       |           |           |           |       |       |                |

#### Гребной слалом
Квалификационный раунд проходит в две попытки. Результат в каждой попытке складывается из времени, затраченного на прохождение трассы и суммы штрафных очков, которые спортсмен получает за неправильное прохождение ворот. Одно штрафное очко равняется одной секунде. Из 2 попыток выбирается лучший результат, по результатам которых, выявляются спортсмены с наименьшим количеством очков, которые проходят в следующий раунд. В полуфинале гребцы выполняют по одной попытке. В финал проходят 8 спортсменов с наименьшим результатом.
Мужчины
| Соревнование   | Спортсмены    | Предварительный этап | Предварительный этап | Предварительный этап | Предварительный этап | Предварительный этап | Предварительный этап | Предварительный этап | Полуфинал | Полуфинал | Полуфинал | Полуфинал | Финал  | Финал | Финал  | Финал |
| Соревнование   | Спортсмены    | 1 попытка            | 1 попытка            | 1 попытка            | 2 попытка            | 2 попытка            | 2 попытка            | Место                | Полуфинал | Полуфинал | Полуфинал | Полуфинал | Финал  | Финал | Финал  | Финал |
| Соревнование   | Спортсмены    | Время                | Штраф                | Итог                 | Время                | Штраф                | Итог                 | Место                | Время     | Штраф     | Итог      | Место     | Время  | Штраф | Итог   | Место |
| -------------- | ------------- | -------------------- | -------------------- | -------------------- | -------------------- | -------------------- | -------------------- | -------------------- | --------- | --------- | --------- | --------- | ------ | ----- | ------ | ----- |
| каноэ-одиночки | Жозе Карвалью | 107,01               | 4                    | 111,01               | 95,18                | 4                    | 99,18                | 11 Q                 | 101,04    | 0         | 101,04    | 9 Q       | 101,74 | 4     | 105,74 | 9     |

### Дзюдо
Соревнования по дзюдо проводились по системе с выбыванием. В утешительные раунды попадали спортсмены, проигравшие полуфиналистам турнира. Два спортсмена, одержавших победу в утешительном раунде, в поединке за бронзу сражались с дзюдоистами, проигравшими в полуфинале.
Мужчины
| Категория | Спортсмены    | 1/32 финала        | 1/16 финала                | 1/8 финала            | Четвертьфинал        | Полуфинал            | Финал                | Место |
| Категория | Спортсмены    | Соперник Результат | Соперник Результат         | Соперник Результат    | Соперник Результат   | Соперник Результат   | Соперник Результат   | Место |
| --------- | ------------- | ------------------ | -------------------------- | --------------------- | -------------------- | -------------------- | -------------------- | ----- |
| до 66 кг  | Сержиу Оленик | не участвовал      | UKRГ. Зантарая В 001:000   | DOMВ. Матео П 000:100 | завершил выступление | завершил выступление | завершил выступление | 9     |
| до 73 кг  | Нуну Сарайва  | не участвовал      | HUNМ. Унгвари П 000:011    | завершил выступление  | завершил выступление | завершил выступление | завершил выступление | 17    |
| до 90 кг  | Селиу Диаш    | не участвовал      | BENС. Доссу Йово П 001:100 | завершил выступление  | завершил выступление | завершил выступление | завершил выступление | 17    |
| до 100 кг | Жозе Фонсека  |                    |                            |                       |                      |                      |                      |       |

Женщины
| Категория | Спортсмены     | 1/16 финала             | 1/8 финала              | Четвертьфинал              | Полуфинал             | Финал                     | Место |
| Категория | Спортсмены     | Соперник Результат      | Соперник Результат      | Соперник Результат         | Соперник Результат    | Соперник Результат        | Место |
| --------- | -------------- | ----------------------- | ----------------------- | -------------------------- | --------------------- | ------------------------- | ----- |
| до 52 кг  | Жуана Рамуш    | BDIА. Гасонго В 102:000 | CHNМа Иннань П 000:100  | завершила выступление      | завершила выступление | завершила выступление     | 9     |
| до 57 кг  | Телма Монтейру | не участвовала          | NZLД. Мануэль В 002:000 | MGLД. Сумъяа П 000s2:000s1 | Утешительный турнир   | Утешительный турнир       | 3     |
| до 57 кг  | Телма Монтейру | не участвовала          | NZLД. Мануэль В 002:000 | MGLД. Сумъяа П 000s2:000s1 | FRAО. Павья В 100:000 | ROUК. Кэприориу В 001:000 | 3     |

### Конный спорт
Конкур
В каждом из раундов спортсменам необходимо было пройти дистанцию с разным количеством препятствий и разным лимитом времени. За каждое сбитое препятствие спортсмену начислялось 4 штрафных балла, за превышение лимита времени 1 штрафное очко (за каждые 5 секунд). В финал личного первенства могло пройти только три спортсмена от одной страны. Командный конкур проводился в рамках второго и третьего раунда индивидуальной квалификации. В зачёт командных соревнований шли три лучших результата, показанные спортсменами во время личного первенства. Если спортсмен выбывал из индивидуальных соревнований после первого или второго раундов, то он всё равно продолжал свои выступления, но результаты при этом шли только в командный зачёт.
| Соревнование  | Спортсмены                            | Квалификация | Квалификация | Квалификация | Квалификация | Квалификация | Квалификация | Квалификация | Квалификация | Финал   | Финал   | Финал   | Финал | Финал | Итоговое место |
| Соревнование  | Спортсмены                            | 1 раунд      | 1 раунд      | 2 раунд      | Всего        | Всего        | 3 раунд      | Всего        | Всего        | Финал A | Финал A | Финал B | Всего | Всего | Итоговое место |
| Соревнование  | Спортсмены                            | Штраф        | Место        | Штраф        | Штраф        | Место        | Штраф        | Штраф        | Место        | Штраф   | Место   | Штраф   | Штраф | Место | Итоговое место |
| ------------- | ------------------------------------- | ------------ | ------------ | ------------ | ------------ | ------------ | ------------ | ------------ | ------------ | ------- | ------- | ------- | ----- | ----- | -------------- |
| личный конкур | Лусьяна Диниш лошадь — Fit For Fun 13 |              |              |              |              |              |              |              |              |         |         |         |       |       |                |

### Лёгкая атлетика
Мужчины
Шоссейные дисциплины
| Дисциплина              | Спортсмен       | Время | Место | Отставание |
| ----------------------- | --------------- | ----- | ----- | ---------- |
| марафон                 | Рикарду Рибаш   |       |       |            |
| марафон                 | Руй Педру Силва |       |       |            |
| ходьба на 20 километров | Жуан Виейра     |       |       |            |
| ходьба на 20 километров | Сержиу Виейра   |       |       |            |
| ходьба на 50 километров | Жуан Виейра     |       |       |            |
| ходьба на 50 километров | Педру Изидру    |       |       |            |
| ходьба на 50 километров | Мигел Карвалью  |       |       |            |

Технические дисциплины
| Дисциплина     | Спортсмен      | Квалификация | Квалификация | Финал     | Финал |
| Дисциплина     | Спортсмен      | Результат    | Место        | Результат | Место |
| -------------- | -------------- | ------------ | ------------ | --------- | ----- |
| тройной прыжок | Нелсон Эвора   |              |              |           |       |
| толкание ядра  | Цанко Арнаудов |              |              |           |       |

Женщины
Беговые дисциплины
| Дисциплина                    | Спортсмен     | Предварительный раунд | Предварительный раунд | Предварительный раунд | Четвертьфиналы | Четвертьфиналы | Четвертьфиналы | Полуфиналы    | Полуфиналы    | Полуфиналы    | Финал | Финал |
| Дисциплина                    | Спортсмен     | Забег                 | Время                 | Место                 | Забег          | Время          | Место          | Забег         | Время         | Место         | Время | Место |
| ----------------------------- | ------------- | --------------------- | --------------------- | --------------------- | -------------- | -------------- | -------------- | ------------- | ------------- | ------------- | ----- | ----- |
| бег на 100 метров             | Лорен Базолу  |                       |                       |                       |                |                |                |               |               |               |       |       |
| бег на 200 метров             | Лорен Базолу  |                       |                       |                       | не проводится  | не проводится  | не проводится  |               |               |               |       |       |
| бег на 400 метров             | Катия Азеведу |                       |                       |                       | не проводится  | не проводится  | не проводится  |               |               |               |       |       |
| бег на 1500 метров            | Марта Фрейташ |                       |                       |                       | не проводится  | не проводится  | не проводится  |               |               |               |       |       |
| бег на 10 000 метров          | Карла Роша    | не проводится         | не проводится         | не проводится         | не проводится  | не проводится  | не проводится  | не проводится | не проводится | не проводится |       |       |
| бег на 400 метров с барьерами | Вера Барбоза  |                       |                       |                       | не проводится  | не проводится  | не проводится  |               |               |               |       |       |

Шоссейные дисциплины
| Дисциплина              | Спортсмен        | Время | Место | Отставание |
| ----------------------- | ---------------- | ----- | ----- | ---------- |
| марафон                 | Ана Дулсе Фелиш  |       |       |            |
| марафон                 | Джессика Аугушту |       |       |            |
| марафон                 | Сара Морейра     |       |       |            |
| ходьба на 20 километров | Ана Кабесинья    |       |       |            |
| ходьба на 20 километров | Даниэла Кардозу  |       |       |            |
| ходьба на 20 километров | Инеш Энрикеш     |       |       |            |

Технические дисциплины
| Дисциплина      | Спортсмен       | Квалификация | Квалификация | Финал     | Финал |
| Дисциплина      | Спортсмен       | Результат    | Место        | Результат | Место |
| --------------- | --------------- | ------------ | ------------ | --------- | ----- |
| тройной прыжок  | Сузана Коста    |              |              |           |       |
| тройной прыжок  | Патрисия Мамона |              |              |           |       |
| прыжок с шестом | Марта Онофре    |              |              |           |       |
| прыжок с шестом | Элеонор Тавареш |              |              |           |       |

### Настольный теннис
Соревнования по настольному теннису проходили по системе плей-офф. Каждый матч продолжался до тех пор, пока один из теннисистов не выигрывал 4 партии. Сильнейшие 16 спортсменов начинали соревнования с третьего раунда, следующие 16 по рейтингу стартовали со второго раунда.
Мужчины
| Соревнование     | Спортсмены                                  | Квалификация       | Первый раунд       | Второй раунд       | Третий раунд        | 1/8 финала            | 1/4 финала                | Полуфинал            | Финал                |
| Соревнование     | Спортсмены                                  | Соперник Результат | Соперник Результат | Соперник Результат | Соперник Результат  | Соперник Результат    | Соперник Результат        | Соперник Результат   | Соперник Результат   |
| ---------------- | ------------------------------------------- | ------------------ | ------------------ | ------------------ | ------------------- | --------------------- | ------------------------- | -------------------- | -------------------- |
| одиночный разряд | Маркуш Фрейташ (8)                          | не участвовал      | не участвовал      | не участвовал      | ROUО. Ионеску В 4:1 | UKRКоу Лэй (28) В 4:0 | JPNД. Мидзутани (4) П 2:4 | завершил выступление | завершил выступление |
| одиночный разряд | Тьягу Аполония (14)                         | не участвовал      | не участвовал      | не участвовал      | SLOБ. Токич П 1:4   | завершил выступление  | завершил выступление      | завершил выступление | завершил выступление |
| командный разряд | Тьягу Аполония Маркуш Фрейташ Жуан Монтейру | не проводится      | не проводится      | не проводится      | не проводится       | Австрия · :           |                           |                      |                      |

Женщины
| Соревнование     | Спортсмены     | Квалификация       | Первый раунд       | Второй раунд        | Третий раунд          | 1/8 финала            | 1/4 финала            | Полуфинал             | Финал                 |
| Соревнование     | Спортсмены     | Соперник Результат | Соперник Результат | Соперник Результат  | Соперник Результат    | Соперник Результат    | Соперник Результат    | Соперник Результат    | Соперник Результат    |
| ---------------- | -------------- | ------------------ | ------------------ | ------------------- | --------------------- | --------------------- | --------------------- | --------------------- | --------------------- |
| одиночный разряд | Юй Фу (17)     | не участвовала     | не участвовала     | THAН. Комвонг П 3:4 | завершила выступление | завершила выступление | завершила выступление | завершила выступление | завершила выступление |
| одиночный разряд | Шао Цзени (31) | не участвовала     | не участвовала     | USAЛ. Чжан П 0:4    | завершила выступление | завершила выступление | завершила выступление | завершила выступление | завершила выступление |

### Парусный спорт
Соревнования по парусному спорту в каждом из классов состояли из 10 или 12 гонок. Каждую гонку спортсмены начинали с общего старта. Победителем становился экипаж, первым пересекший финишную черту. Количество очков, идущих в общий зачёт, соответствовало занятому командой месту. 10 лучших экипажей по результатам предварительных заплывов попадали в медальную гонку, результаты которой также шли в общий зачёт. В медальной гонке, очки, полученные экипажем удваивались. В случае если участник соревнований не смог завершить гонку ему начислялось количество очков, равное количеству участников плюс один. При итоговом подсчёте очков не учитывался худший результат, показанный экипажем в одной из гонок. Сборная, набравшая наименьшее количество очков, становится олимпийским чемпионом.
Мужчины
| Класс | Спортсмены            | Гонка | Гонка | Гонка | Гонка | Гонка | Гонка | Гонка | Гонка | Гонка | Гонка | Гонка         | Гонка         | Гонка | Очки | Место |
| Класс | Спортсмены            | 1     | 2     | 3     | 4     | 5     | 6     | 7     | 8     | 9     | 10    | 11            | 12            | M     | Очки | Место |
| ----- | --------------------- | ----- | ----- | ----- | ----- | ----- | ----- | ----- | ----- | ----- | ----- | ------------- | ------------- | ----- | ---- | ----- |
| RS:X  | Жуан Родригиш         |       |       |       |       |       |       |       |       |       |       | Не проводится | Не проводится |       |      |       |
| Лазер |                       |       |       |       |       |       |       |       |       |       |       | Не проводится | Не проводится |       |      |       |
| 49-й  | Жоржи Лима Жозе Кошта |       |       |       |       |       |       |       |       |       |       |               |               |       |      |       |

Женщины
| Класс        | Спортсменки | Гонка | Гонка | Гонка | Гонка | Гонка | Гонка | Гонка | Гонка | Гонка | Гонка | Гонка         | Гонка         | Гонка          | Очки | Место |
| Класс        | Спортсменки | 1     | 2     | 3     | 4     | 5     | 6     | 7     | 8     | 9     | 10    | 11            | 12            | M              | Очки | Место |
| ------------ | ----------- | ----- | ----- | ----- | ----- | ----- | ----- | ----- | ----- | ----- | ----- | ------------- | ------------- | -------------- | ---- | ----- |
| Лазер Радиал | Сара Карму  | 34    | 31    | 21    | 25    | 18    | 13    | 29    | 29    | 26    | 9     | не проводится | не проводится | не участвовала | 201  | 27    |

### Стрельба
В январе 2013 года Международная федерация спортивной стрельбы приняла новые правила проведения соревнований на 2013—2016 года, которые, в частности, изменили порядок проведения финалов. Во многих дисциплинах спортсмены, прошедшие в финал, теперь начинают решающий раунд без очков, набранных в квалификации, а финал проходит по системе с выбыванием. Также в финалах после каждого раунда стрельбы из дальнейшей борьбы выбывает спортсмен с наименьшим количеством баллов. В скоростном пистолете решающие поединки проходят по системе попал-промах. В стендовой стрельбе добавился полуфинальный раунд, где определяются по два участника финального матча и поединка за третье место.
Мужчины
| Соревнование                       | Спортсмены | Квалификация | Квалификация | Полуфинал     | Полуфинал     | Финал                | Финал                |
| Соревнование                       | Спортсмены | Результат    | Место        | Результат     | Место         | Соперник/ Результат  | Место                |
| ---------------------------------- | ---------- | ------------ | ------------ | ------------- | ------------- | -------------------- | -------------------- |
| пневматический пистолет, 10 метров | Жуан Кошта | 578          | 11           | не проводится | не проводится | завершил выступление | завершил выступление |
| пистолет, 50 метров                | Жуан Кошта | 554          | 11           | не проводится | не проводится | завершил выступление | завершил выступление |

### Теннис
Соревнования пройдут на кортах олимпийского теннисного центра. Теннисные матчи будут проходить на кортах с твёрдым покрытием DecoTurf, на которых также проходит и Открытый чемпионат США.
Мужчины
| Соревнование     | Спортсмены              | 1/32 финала                   | 1/16 финала                          | 1/8 финала                                | Четвертьфинал         | Полуфинал             | Финал                 | Место                 |
| Соревнование     | Спортсмены              | Соперник Результат            | Соперник Результат                   | Соперник Результат                        | Соперник Результат    | Соперник Результат    | Соперник Результат    | Место                 |
| ---------------- | ----------------------- | ----------------------------- | ------------------------------------ | ----------------------------------------- | --------------------- | --------------------- | --------------------- | --------------------- |
| одиночный разряд | Гаштан Элиаш            | AUSТ. Коккинакис В 7:64, 7:63 | USAС. Джонсон (12) П 3:6, 4:6        | завершил выступление                      | завершил выступление  | завершил выступление  | завершил выступление  | завершил выступление  |
| одиночный разряд | Жуан Соуза              | NEDР. Хасе В 6:1, 7:5         | ARGХ.М. дель Потро П 3:6, 6:1, 3:6   | завершил выступление                      | завершил выступление  | завершил выступление  | завершил выступление  | завершил выступление  |
| парный разряд    | Гаштан Элиаш Жуан Соуза | не проводится                 | SVKА. Мартин / И. Зеленай В 6:4, 6:2 | CANД. Нестор / В. Поспишил (7) П 1:6, 4:6 | завершили выступление | завершили выступление | завершили выступление | завершили выступление |

### Триатлон
Соревнования по триатлону пройдут на территории форта Копакабана. Дистанция состоит из 3-х этапов — плавание (1,5 км), велоспорт (43 км), бег (10 км).
Мужчины
| Соревнование              | Спортсмены        | Плавание | Смена | Велоспорт | Смена | Бег | Итоговое время | Место | Отставание |
| ------------------------- | ----------------- | -------- | ----- | --------- | ----- | --- | -------------- | ----- | ---------- |
| индивидуальное первенство | Жуан Жозе Перейра |          |       |           |       |     |                |       |            |
| индивидуальное первенство | Жуан Силва        |          |       |           |       |     |                |       |            |
| индивидуальное первенство | Мигел Аррайолос   |          |       |           |       |     |                |       |            |

### Тхэквондо
Соревнования по тхэквондо проходят по системе с выбыванием. Для победы в турнире спортсмену необходимо одержать 4 победы. Тхэквондисты, проигравшие по ходу соревнований будущим финалистам, принимают участие в утешительном турнире за две бронзовые медали.
Мужчины
| Категория | Спортсмены   | Первый раунд       | Четвертьфинал      | Полуфинал          | Финал              | Место |
| Категория | Спортсмены   | Соперник Результат | Соперник Результат | Соперник Результат | Соперник Результат | Место |
| --------- | ------------ | ------------------ | ------------------ | ------------------ | ------------------ | ----- |
| до 58 кг  | Руй Браганса |                    |                    |                    |                    |       |

### Футбол

#### Мужчины
Олимпийская сборная Португалии квалифицировалась на Игры, пробившись в полуфинал молодёжного чемпионата Европы 2015 года. В мужском олимпийском турнире примут участие сборные, составленные из игроков не старше 23 лет (родившиеся после 1 января 1993 года). Также в заявку могут войти не более 3-х футболистов старше этого возраста.
Состав
| №               | Имя                | Клуб              | Дата рождения   | Возраст | Игр     | Голов   |
| Вратари         | Вратари            | Вратари           | Вратари         | Вратари | Вратари | Вратари |
| --------------- | ------------------ | ----------------- | --------------- | ------- | ------- | ------- |
| 1               | Бруно Варела       | Витория (Сетубал) | 4 ноября 1994   | 21      | 1       | 0       |
| 12              | Жоэль Перейра      | Манчестер Юнайтед | 28 июня 1996    | 20      | 0       | 0       |
| Защитники       |                    |                   |                 |         |         |         |
| 2               | Рикарду Эсгайо (к) | Спортинг          | 16 мая 1993     | 23      | 1       | 0       |
| 3               | Тиагу Илори        | Ливерпуль         | 28 октября 1993 | 22      | 1       | 0       |
| 4               | Тобиаш Фигейреду   | Насьонал          | 2 февраля 1994  | 22      | 1       | 0       |
| 5               | Эдгар Ие           | Вильярреал B      | 5 мая 1994      | 22      | 1       | 0       |
| 14              | Паулу Энрике       | Пасуш де Феррейра | 23 октября 1996 | 19      | 0       | 0       |
| Полузащитники   |                    |                   |                 |         |         |         |
| 6               | Томаш Подставский  | Порту B           | 30 января 1995  | 21      | 1       | 0       |
| 7               | Андре Мартинш*     | без клуба         | 21 января 1990  | 26      | 1       | 0       |
| 8               | Сержиу Оливейра*   | Порту             | 2 июня 1992     | 24      | 1       | 0       |
| 10              | Бруну Фернандеш    | Удинезе           | 8 сентября 1994 | 21      | 1       | 0       |
| 15              | Фернанду Фонсека   | Порту B           | 14 марта 1997   | 19      | 1       | 0       |
| 16              | Франсишку Рамуш    | Шавеш             | 10 апреля 1995  | 21      | 0       | 0       |
| 18              | Тиагу Силва        | Фейренсе          | 2 июня 1993     | 23      | 1       | 0       |
| Нападающие      |                    |                   |                 |         |         |         |
| 9               | Гонсалу Пасиенсия  | Порту             | 1 августа 1994  | 22      | 1       | 1       |
| 11              | Салвадор Агра*     | Насьонал          | 11 ноября 1991  | 24      | 1       | 0       |
| 13              | Пите               | Тондела           | 22 августа 1994 | 21      | 1       | 1       |
| 17              | Карлуш Мане        | Спортинг          | 11 марта 1994   | 22      | 0       | 0       |
| Главный тренер  |                    |                   |                 |         |         |         |
| Флаг Португалии | Руй Жорже          | Руй Жорже         | 27 марта 1973   | 43      |         |         |

Результаты
Групповой этап (Группа D)
| М | Команда    | И | В | Н | П | Мячи  | ±  | О |
| - | ---------- | - | - | - | - | ----- | -- | - |
| 1 | Португалия | 3 | 2 | 1 | 0 | 5 − 2 | +3 | 7 |
| 2 | Гондурас   | 3 | 1 | 1 | 1 | 5 − 5 | 0  | 4 |
| 3 | Аргентина  | 3 | 1 | 1 | 1 | 3 − 4 | −1 | 4 |
| 4 | Алжир      | 3 | 0 | 1 | 2 | 4 − 6 | −2 | 1 |

| 4 августа 2016 18:00 UTC-3 | \| Португалия \| 2:0 (0:0) Отчёт \| Аргентина \| \| Пасиенсия 66′ · Пите 84′ \| Голы \| \| | Стадион: Олимпийский стадион, Рио-де-Жанейро Судья: Walter López |
| Португалия                 | 2:0 (0:0) Отчёт                                                                            | Аргентина                                                        |
| Пасиенсия 66′ · Пите 84′   | Голы                                                                                       |                                                                  |

| 7 августа 2016 15:00 UTC-3 | \| Гондурас \| 1:2 (1:2) Отчёт \| Португалия \| \| Элис 1′ \| Голы \| Фигейреду 21′ · Пасиенсия 36′ \| | Стадион: Олимпийский стадион, Рио-де-Жанейро Зрителей: 32 928 Судья: Родди Самбрано |
| Гондурас                   | 1:2 (1:2) Отчёт                                                                                        | Португалия                                                                          |
| Элис 1′                    | Голы                                                                                                   | Фигейреду 21′ · Пасиенсия 36′                                                       |

| 10 августа 2016 13:00 UTC-3 | \| Алжир \| 1:1 (1:1) Отчёт \| Португалия \| \| Бенкаблия 30′ \| Голы \| Пасиенсия 25′ (пен.) \| | Стадион: Минейран, Белу-Оризонти Зрителей: 13 787 Судья: Мэттью Конгер |
| Алжир                       | 1:1 (1:1) Отчёт                                                                                  | Португалия                                                             |
| Бенкаблия 30′               | Голы                                                                                             | Пасиенсия 25′ (пен.)                                                   |